# Serica bihluhensis
Serica bihluhensis är en skalbaggsart som beskrevs av Kobayashi och Yu 2000. Serica bihluhensis ingår i släktet Serica och familjen Melolonthidae. Inga underarter finns listade i Catalogue of Life.